# 렝 샙
렝 샙(태국어: เล้งแซ่บ)은 태국의 돼지 등뼈 요리이다.

## 이름
태국어 "렝 샙(เล้งแซ่บ)"은 "등뼈, 척추뼈"를 뜻하는 차오저우어 명사 "렝(lêng5; 龍)"에서 빌려온 말인 "렝(เล้ง)"과 "맛있다"를 뜻하는 이산어/라오어 형용사 "샙(แซ่บ/ແຊບ)"에서 빌려온 말인 "샙(แซ่บ)"이 합쳐진 말이다. 태국에서 "샙"은 흔히 매운 음식 이름에 붙는다. "맛있는(매운) 뼈 요리"라는 뜻이다.

## 만들기
돼지 등뼈를 양파, 마늘 등 향신채와 후추, 남 쁠라(어장) 등을 넣고 2시간가량 푹 삶아 낸다. 돼지 육수를 뜨거울 때 조금 떠서 다진 마늘과 새눈고추, 설탕, 남 쁠라, 라임 즙과 고수 등을 넣어 섞은 뒤, 삶은 등뼈 위에 부어 낸다.

## 같이 보기
- 감자탕